# 1095 Avenue of the Americas
1095 Avenue of the Americas est un gratte-ciel d'une hauteur de 192 mètres situé à New York. Il a été construit entre 1972 et 1974. Il possède 41 étages.

## Histoire
En novembre 2014, Blackstone vend le 1095 Avenue of the Americas pour 2,25 milliards de dollars à Ivanhoe Cambridge. C'est une des plus grandes transactions immobilières de tours de bureaux des États-Unis.